# Gulszum Muszejevna Bolgarszkaja
Gulszum Muszejevna Bolgarszkaja, tatárul: Өммегөлсем Муса кызы Әҗимова-Колмәмәт-Мостафина, oroszul: Гульсум Мусеевна Болгарская (Kazany, 1891. október 15. – Kazany, 1968. január 10.) tatár színésznő.

## Családja
Apja Musza Mosztafin volt és három lánytestvére volt. Első férje, Barij Bolgarszkij (1884–1927), a második Hamit Kolmamet (1895–1942) volt. Mindketten színészek voltak.

## Életútja
1910-ben kezdett a Szajar társulatban dolgozni. Kezdetekben akár több szerepet is játszott egy előadásban. 1917 és 1922 között a polgárháború éveiben katonai klubokban lépett fel a Vörös Hadsereg katonái és munkások előtt. Aztán az első tatár szovjet színjátszó társulat színésznője lett. 1922 és 1968 között a Tatár Állami Akadémiai Színház művésze volt. 1968. január 10-én halt meg Kazanyban, és a tatár temetőben temették el.

## Főbb színházi szerepei
- Ranyevszkaja (Anton Csehov: Cseresznyéskert)
- Tatyjana (Makszim Gorkij: Kispolgárok)
- Lujza (Friedrich Schiller: Ármány és szerelem)
- Gertrud (William Shakespeare: Hamlet, dán királyfi)
- Safika (Namık Kemal: Szegény gyermek)
- Szalima (Fatih Amirhan: Egyenlőtlen)
- Alekszandr Osztrovszkij színműveiben
  - Katerina (A vihar)
  - Kabanyiha (A vihar)
  - Polina (Jövedelmező állás)
  - Krucsinyina (Büntetlen bűnösök)
  - Arina (A szegénység nem bűn)
- Karim Tancsurin színműveiben
  - Isan egyik felesége (Kék kendő)
  - Mahmuda (Három volt belőle)
  - Zohrebika (Első virágok)
  - Bika (Anyaföld)
- Kamal Galiaszgar színműveiben
  - Hamida (Ajándékba)
  - szobalány (Szerencsétlen fiatalember)
  - Dzsamilla (Szerencsétlen fiatalember)
  - Szabrizsamal (Pusztulás)
  - Gafifa (Első színház)
  - Gjulzsigan (Bankcsőd)

## Díjai, elismerései
- A Tatár ASZSZK népművésze (1923)
- Az Oroszországi SZSZSZK tiszteletbeli művésze (1926)
- Méltóság Érdemrendje (1940)
- A Munka Vörös Zászló Érdemrendje (1957)

## Fordítás
- Ez a szócikk részben vagy egészben  a(z)   Болгарская, Гульсум Мусеевна című orosz Wikipédia-szócikk ezen változatának fordításán alapul.  Az eredeti cikk szerkesztőit annak laptörténete sorolja fel. Ez a jelzés csupán a megfogalmazás eredetét és a szerzői jogokat jelzi, nem szolgál a cikkben szereplő információk forrásmegjelöléseként.